# Alfred Dove
Pour les articles homonymes, voir Dove.
Alfred Wilhelm Dove (né le 4 avril 1844 à Berlin et mort le 19 janvier 1916 à Fribourg-en-Brisgau) est un historien et publiciste prussien.

## Biographie
Alfred Dove est le fils du physicien Heinrich Wilhelm Dove ; son frère est l'avocat chanoine Richard Wilhelm Dove (de). Après le lycée de Joachimsthal, il entreprend des études de médecine et de sciences naturelles à l'université de Heidelberg en 1861. L'année suivante, il s'installe à l'Université Frédéric-Guillaume de Berlin et commence à étudier l'histoire. Après avoir obtenu son doctorat en 1866, il est professeur dans un lycée de Berlin. En 1870, il se rend à Leipzig et devient rédacteur en chef du magazine Die Grenzboten , plus tard il travaille également pour Im Neues Reich. Son habilitation a lieu à Leipzig en 1873.
L'année suivante, Dove reçoit un poste de professeur associé en histoire à l'Université de Breslau, et il est promu professeur titulaire en 1879. En 1884, il s'installe à l'Université de Bonn. Il devient rédacteur en chef de l'Allgemeine Zeitung en 1891. Trois ans plus tard, il est admis à l'Académie bavaroise des sciences. En 1897, Dove accepte un poste à l'Université de Fribourg-en-Brisgau, où il enseigne jusqu'en 1905. De 1901 à 1906 et de 1907 à 1912, il est président de la commission historique de Bade (de). À partir de 1909, il est un membre extraordinaire de l'Académie des sciences de Heidelberg.
Dove est mariée depuis 1872 et le mariage est resté sans enfant.
Dans une contribution intitulée Ein Neujahrswort an den Herausgeber der Wochenschrift „Im neuen Reich“, publiée le 17 janvier 1873 dans le Musikalisches Wochenblatt (de), Friedrich Nietzsche s'adresse à Alfred Dove et mentionne également Paul Lindau, le docteur Puschmann (de) et le physicien Zöllner.

## Travaux
- Die Doppelchronik von Reggio und die Quellen Salimbene’s. Hirzel, Leipzig 1873 (Scan in der Google-Buchsuche).
- Die Forsters und die Humboldts. Zwei Paar bunter Lebensläufe zur allgemeinen deutschen Biographie beigetragen. Duncker & Humblot, Leipzig 1881 (Scan in der Google-Buchsuche).
- Das Zeitalter Friedrichs des Großen und Josephs II. (= Deutsche Geschichte. Band 6). Perthes, Gotha 1883 (Scan in der Google-Buchsuche).
- Der Wiedereintritt des nationalen Prinzips in die Weltgeschichte. Akademische Festrede zur Stiftungsfeier und Preisvertheilung an der Universität Bonn; gehalten am 3. August 1890. Bonn 1890 (Scan in der Google-Buchsuche).
- Caracosa. Historischer Roman aus dem XIII. Jahrhundert. 2 Bände. Cotta, Stuttgart 1894.
- Ausgewählte Schriftchen vornehmlich historischen Inhalts. Duncker & Humblot, Leipzig 1898 (disponible sur Internet Archive).
- Großherzog Friedrich von Baden: als Landesherr und deutscher Fürst. Heidelberg 1902.
- (de) « Dove, Heinrich Wilhelm », dans Allgemeine Deutsche Biographie (ADB), vol. 48, Leipzig, Duncker & Humblot, 1904, p. 51-69
- Studien zur Vorgeschichte des deutschen Volksnamens (= Sitzungsberichte der Heidelberger Akademie der Wissenschaften. Philosophisch-historische Klasse. [Band 7] Jg. 1916, 8. Abhandlung). Winter, Heidelberg 1916, (eingeschränkte Vorschau in der Google-Buchsuche).